# Homoplectra alseae
Homoplectra alseae là một loài Trichoptera trong họ Hydropsychidae. Chúng phân bố ở miền Tân bắc.